# Ludvík Josef z Hartigu
Ludvík Josef z Hartigu, německy Ludwig Joseph von Hartig, od roku 1707 svobodný pán, od roku 1719 hrabě z Hartigu (1685 – 17. ledna 1735, Praha) byl český šlechtic, rakouský diplomat, přísedící zemského soudu a císařský místodržící Českého království.

## Život

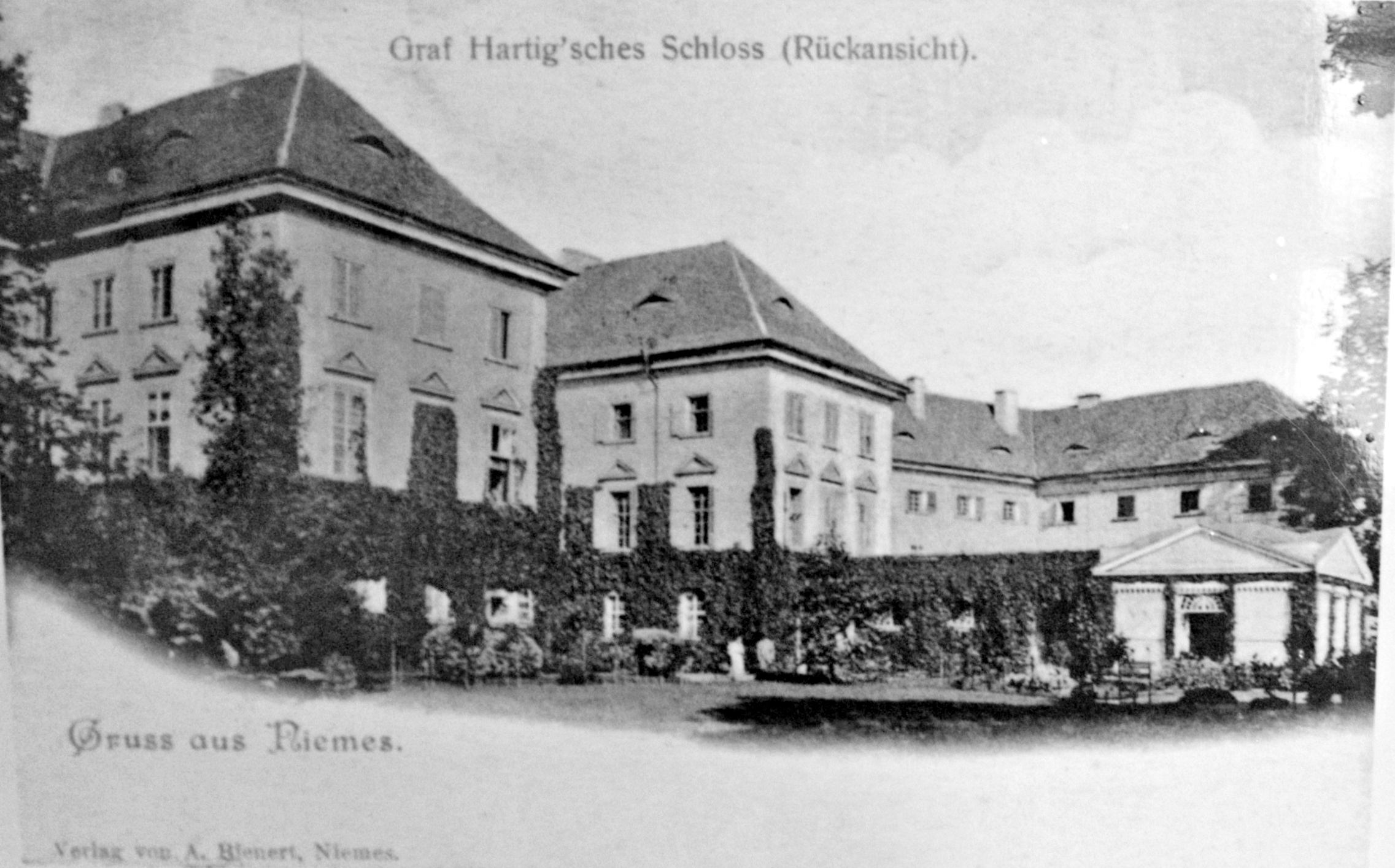
Mimoňský zámek jako sídlo Hartigů kolem roku 1920

Ludvík Josef z Hartigu, byl syn Jana Izaiáše z Hartigu (1632–1708), 1. září 1707 povýšeného do stavu říšského svobodného pána a Anny Kateřiny Walderodové z Eckhausenu. 20. února 1719 byl Ludvík Josef povýšen do českého hraběcího stavu, a 10. března 1732 na říšského hraběte.
Kolem roku 1719 působil v Praze jako přísedící zemského soudu Království českého a později se stal císařským místodržícím v Českých zemích. 24. listopadu 1705 se ve Fronspruggu oženil s Marií Terezií Ester Putzovou z Adlersthurnu (13. září 1686 ve Schrattenthalu, Dolní Rakousy – 27. dubna 1740 v Praze), dcerou Jana Marka Maxmiliána Putze z Adlersthurnu a jeho ženy Johany Františky z Kunic. Ta byla pochována na jejich panství Mimoň. Hrabě měl z prvního manželství (podle některých zdrojů uzavřeného roku 1707) dva syny a pět dcer. Jedním ze synů byl pozdější rakouský diplomat Adam František hrabě z Hartigu (1724–1783).

## Hudební aktivity
Ludvík Josef z Hartigu byl velikým milovníkem hudby a sám patřil mezi nejlepší hráče na klávesové nástroje v Praze. Zároveň byl vášnivým sběratelem hudební literatury. Roku 1720 inicioval přestavbu rodového paláce na Malé Straně v Praze a v zahradě nad palácem nechal vystavět několikapatrový hudební pavilon v barokním slohu s jedinečnou štukovou výzdobou. Zaměstnával svou vlastní kapelu, mezi jejíž členy patřil v roce 1709 pozdější chrámový hudebník a skladatel Jan Dismas Zelenka (1679–1745).
26. ledna 1728 zakoupil panství Domaslavice poblíž Liberce.
22. ledna 1735 byl pohřben v nově vystavěné rodinné hrobce ve Vartenberku (Stráž pod Ralskem).